# Zsidó Ferenc
Zsidó Ferenc (Székelyudvarhely, 1976. szeptember 27.–) erdélyi magyar író, kritikus, szerkesztő.

## Életútja
Középiskolai tanulmányait a székelykeresztúri Orbán Balázs Gimnáziumban végezte (1995), 1999-ben a bukaresti egyetem Idegen Nyelvek és Irodalmak Fakultásán magyar–német szakos tanári diplomát, majd ugyanott magiszteri fokozatot (2000) szerzett. 2002-től a kolozsvári BBTE-n néprajzból doktori tanulmányokat folytatott, 2008-ban doktorált.[forrás?]
1999–2003 között a székelyudvarhelyi Palló Imre Művészeti Szakközépiskolában tanított, közben 2001-ig az Udvarhelyszék c. lapnál az irodalmi és művelődési oldalak szerkesztője és a Hargita napilapnál tárcarovatos, 2003-tól a Krónika napilapnál szerkesztő, 2004-2009 között a székelyudvarhelyi Polgári Élet hetilap főszerkesztője, ezzel párhuzamosan a székelykeresztúri Zeyk Domokos Iskolaközpont tanára. 2012-től 2019-ig az eirodalom.ro erdélyi szépirodalmi portál szerkesztője. 2020 szeptemberétől a Székelyföld folyóirat főszerkesztője.[forrás?]

## Munkássága
Első írásait (Delírium, Férfivér) 1998-ban az Romániai Magyar Szó közölte. Novellái, regényrészletei, műfordításai a Látó, Korunk, Irodalmi Jelen, Székelyföld, Várad, Hitel, Magyar Napló, Új Forrás c. folyóiratokban jelentek meg; Szalmatánc c. regényének egy részletét az Erdélyi Szép Szó (2003) c. antológia, Az átok c. novelláját Az év novellái c. antológia (Budapest, 2003) közölte. Állatkert c. kisregényével 1999-ben (Balogh Lászlóval és Penckófer Jánossal közösen) elnyerte az Erdély Magyar Irodalmáért Alapítvány kisregénypályázatának megosztott első díját (Három díjnyertes kisregény. Csíkszereda, 2000). Szalmatánc (Marosvásárhely, 2002) c. regényét egy novelláskönyv követi (Csigaterpesz, 2005), majd kitérőként egy útleírás következik (Autóstoppal Európában, 2007), 2012-ben pedig kispróza-kötettel jelentkezett, Laska Lajos címmel. Irodalomkritikáit két kötetbe gyűjtötte össze (Csak egyenesen!; Trendek és elhajlások). A Gutenberg Kiadónál két regénye látott napvilágot: 2017-ben a Huszonnégy című (amely 2018-ban második kiadást ért meg), 2024-ben pedig A fák magukhoz húzzák az esőt című (amely már ugyanabban az évben második kiadást is megért).
Dramaturgiai tevékenységét a Háromszék Néptáncegyüttes Székely sorsképek (2002), a székelykeresztúri Pipacsok néptáncműhely Az örökség (2002), a nagyváradi Állami Néptáncegyüttes A só útja (2003) című előadásai jelzik.
Novelláival szerepelt még Az év novellái (Budapest, 2002, 2023), az Erdélyi szép szó (Csíkszereda, 2004, 2005, 2006, 2007, 2018, 2019, 2020, 2022, 2023, 2024), az Újabb erdélyi elbeszélők (Budapest, 2005), valamint a Körkép (2018, Magvető Kiadó) c. gyűjteményes kötetekben.

## Kötetei
- Történetiség, sorsok, hiedelmek a Felső-Nyikó mentén (néprajzi tanulmány), Erdélyi Gondolat Kiadó, Székelyudvarhely, 2000
- Szalmatánc (regény), Mentor Kiadó, Marosvásárhely, 2002
- Csigaterpesz (novellák), Erdélyi Híradó–FISZ, Kolozsvár–Budapest, 2005
- Autóstoppal Európában (regényes útirajz); Pallas-Akadémia Kiadó, Csíkszereda, 2006
- Laska Lajos. (rövidprózák); Pro-Print Kiadó, Csíkszereda, 2012
- A múlt kisajátítása. Magyar, román és cigány közösségek történelemszemléletének összehasonlító elemzése; Pro-Print, Csíkszereda, 2012
- Csak egyenesen! (irodalomkritikák); Erdélyi Híradó–FISZ, Kolozsvár–Bp., 2016
- Huszonnégy. Blokkregény; Gutenberg, Csíkszereda, 2017
- Trendek és elhajlások, Irodalomkritikák; Lector, Marosvásárhely, 2021
- A fák magukhoz húzzák az esőt (regény); Gutenberg Kiadó, Csíkszereda, 2024

## Fordításai
- Richard Wagner: Kőomlás Bécsben (Budapest, 1999)
- Derék Borsszem Vitéz (szász népmesék, Székelyudvarhely, 2002)
- Rajko Djuric: A romák és a szintik irodalma (Budapest, 2004)

## Díjak, elismerések
- Az Erdély Magyar Irodalmáért Alapítvány kisregénypályázatának megosztott I. díja (1999)
- Communitas Alapítvány ösztöndíja (2004)
- Bálint András publicisztikai díj (2005)
- Móricz Zsigmond-ösztöndíj (2006)
- Pro Juventute-díj (2007)
- 2010-ben az Éghajlat Kiadó szociográfiai pályázatának megosztott első díja
- 2011-ben Communitas alkotói ösztöndíj
- 2012-ben Apáczai-díj és a Székelyföld folyóirat szociográfia-pályázatának második díja

- 2013-ban Gion Nándor prózaíró ösztöndíj
- 2014-ben A Múzsák a lövészárokban c. novellapályázaton a Magyar Írószövetség különdíja
- 2015-ben Schöpflin Aladár kritikaíró ösztöndíj
- 2019-ben Székelyföld-díj
- 2021-ben a Magyar Művészeti Akadémia ösztöndíja
- 2024-ben Tamási Áron-díj
- 2025-ben a Romániai Írószövetség kisebbségi irodalmi díja